# Rožec klubkatý

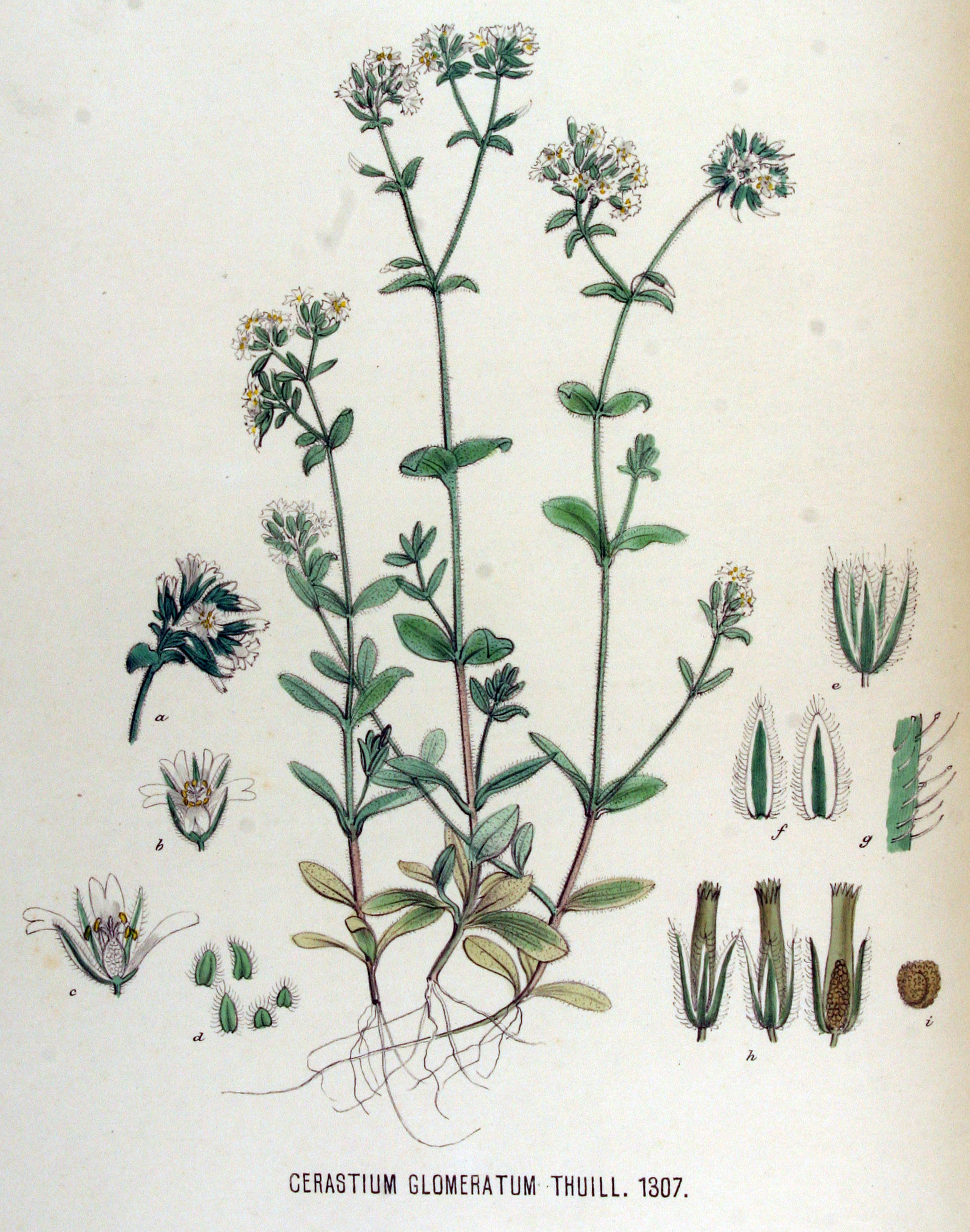
Vyobrazení rožce klubkatého

Rožec klubkatý (Cerastium glomeratum) je nižší, jednoletá, bíle kvetoucí rostlina vlhčích míst, jeden z více než desítky druhů rodu rožec, které v přírodě České republiky rostou.

## Výskyt
Archeofyt s původním výskytem v západní a střední Evropě který se rozšířil i do dalších části Evropy, západní Asie, na indický subkontinent, do okolí Kavkazu, Severní a Jižní Ameriky, jižní Afriky, Austrálie i na Nový Zéland. V ČR vyrůstá roztroušeně až hojně od nížin až po pahorkatiny.
Nejčastěji roste na výživných a vlhkých půdách v místech s vyšší vzdušnou vlhkostí a nevápnitým podložím. Vyskytuje se na loukách a pastvinách, v okolí polních a lesních cest, v rašeliništích a na déle obnažených dnech vodních nádrží, občas je k vidění i na vlhkých rumištích a místech poznamenaných lidskou činností.

## Popis
Jednoletá, světle zelená rostlina s přímou nebo vystoupavou, pouze květonosnou lodyhou která vyrůstá z rozvětveného nitkového kořene a dorůstá obvykle do výše 10 až 35 cm. Lodyha je jednoduchá nebo se od báze větví do trsu, bývá i načervenalá. Je hustě chlupatá, ve spodní části má až 1 mm dlouhé odstávající chlupy nežláznaté, v horní části žláznaté. Listy v přízemní růžici jsou obvejčitého nebo elipsovitého tvaru, u báze zúžené do stopky a na vrcholu zaoblené, tupé nebo špičaté. Vstřícné celokrajné lodyžní listy, obvykle dlouhé 8 až 20 cm a široké 2 až 16 mm, jsou elipsovité až široce elipsovité a po okrajích dlouze brvité. Všechny listy bývají porostlé nežláznatými chlupy.
Pětičetné květy vyrůstající na chlupatých stopkách, kratších nebo nejvýše stejně dlouhých jako kalich, jsou hustě stěsnané v klubkaté, vidlanovité svazky obsahující 3 až 50 květů. Listeny, o něco menší než horní lodyžní listy, jsou oboustranně hustě chlupaté a bez blanitého vrcholu. Volné kopinaté zelené kališní lístky s blanitým lemem, dlouhé asi 5 mm, jsou na vnější straně porostlé chlupy které přečnívají jejich špičku. Široce obkopinaté bílé korunní lístky na bázi brvité jsou dvoulaločné se zářezem až do čtvrtiny délky; bývají nejvýše stejně dlouhé jako kališní, někdy jsou však redukované a bez zářezu. V květu je pět až deset (to nejčastěji) tyčinek s lysými nitkami a prašníky. Z kulovitého, z pěti plodolistů složeného semeníku vyrůstá pět zakališních čnělek s bliznami. Protože květy mající nektar nejsou opylovači mnoho navštěvovány a u některých rostlin se květy ani neotvírají, dochází u tohoto druhu často k autogamii. Ploidie je 2n = 72
Plodem je rovná nebo v horní části zakřivená, úzce válcovitá tobolka se zaschlým kalichem, dlouhá 6 až 9 mm a široká 2 mm která se otvírá na vrcholu deseti zuby. Obsahuje drobná, diskovitá, světle hnědá a jemně bradavčitá semena o průměru 0,5 mm. Semena jsou jediným způsobem jak se může rožec klubkatý rozmnožovat.
Semena rožce klubkatého klíčí od jara až do podzimu a proto lze na jednom místě nalézt rostliny v rozdílném stupni vývoje. Většina semen vyklíčí na jaře a tyto rostliny kvetou v dubnu a květnu, v létě vyklíčené kvetou obvykle v září a malá část klíčících na podzim obvykle přezimuje a rozkvete až na jaře.

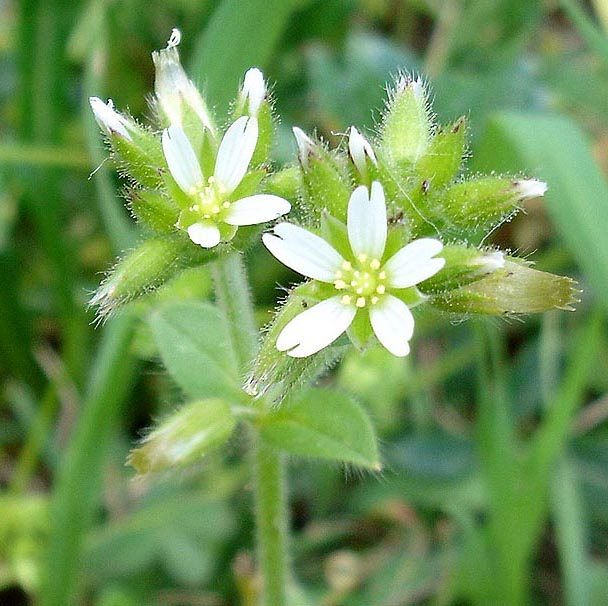
Květy zblízka
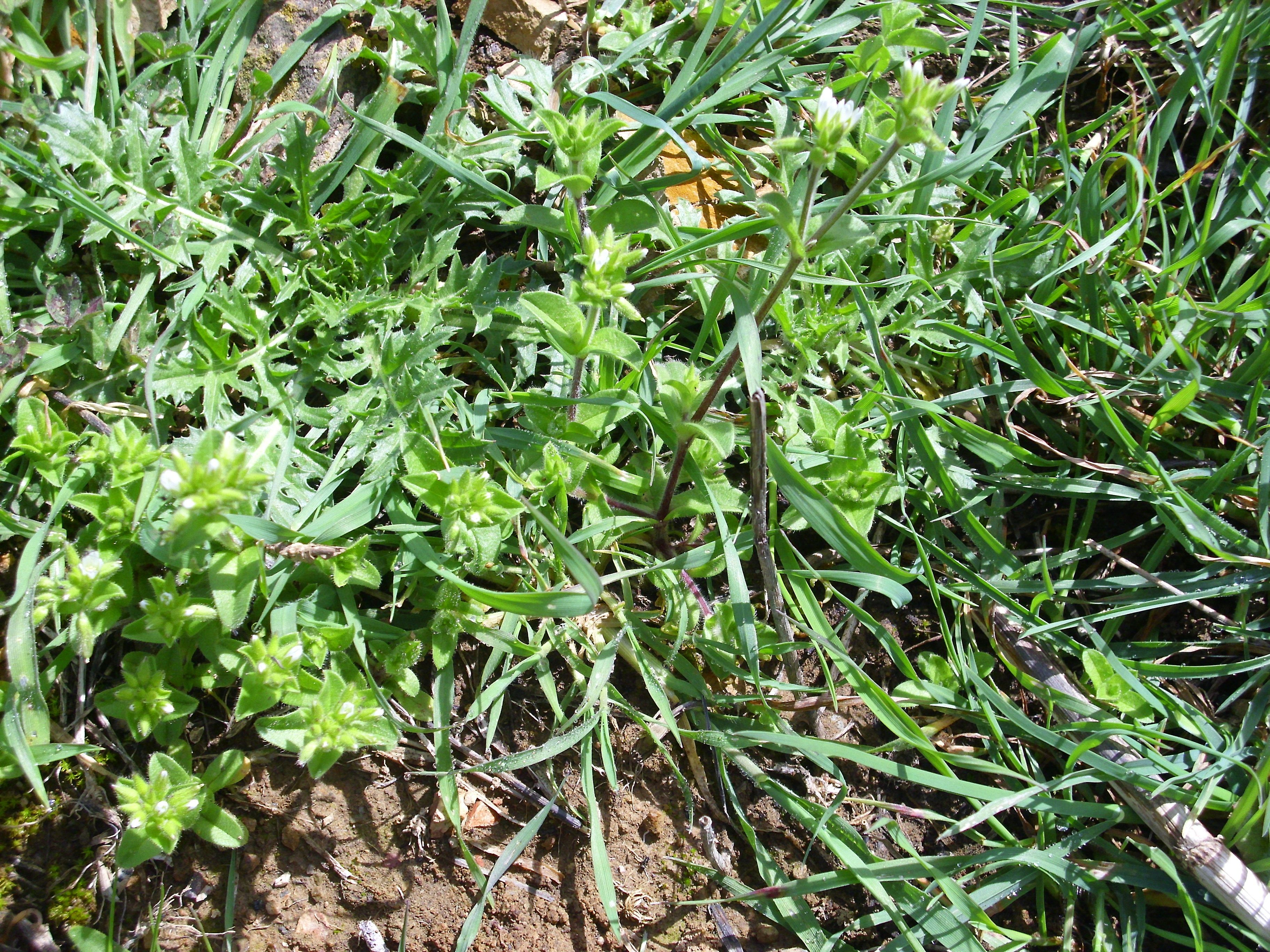
Obvyklý porost
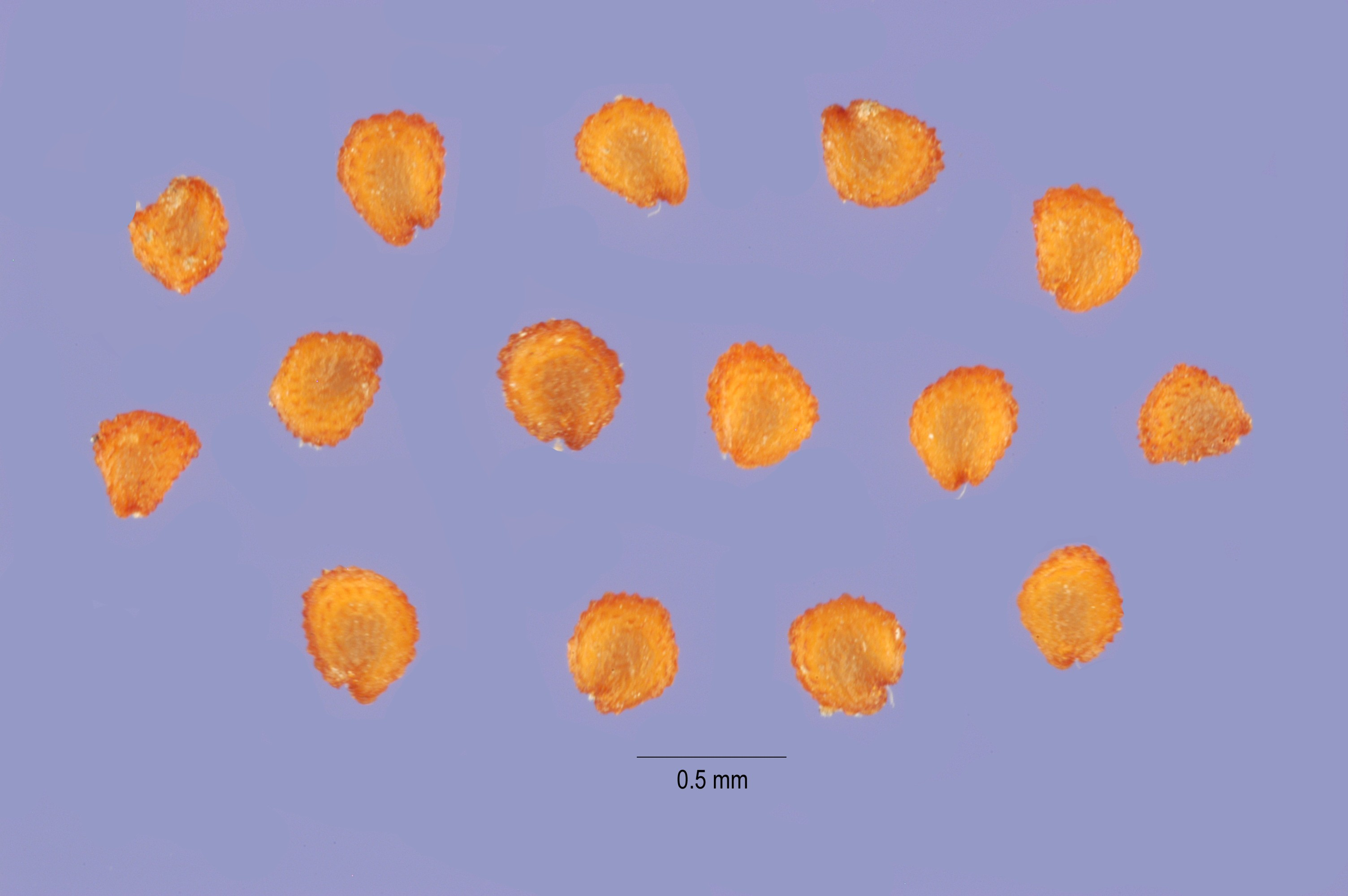
Semena